# Munique Calazans
Munique Cristina Calazans Camargo – brazylijska zapaśniczka. Złota medalistka mistrzostw Ameryki Południowej w 2015 i srebrna w 2016, 2017 i 2019 roku.